# Martin Schenk (Komiker)

Korrespondenzkarte an den Oberkomiker Martin Schenk, 1900

Martin Schenk (* 4. Mai 1860 in Hernals; † 21. Oktober 1919 in Wien) war ein österreichischer Theaterschauspieler, Komiker und Theaterregisseur.

## Leben
Schenk wurde in der damals noch selbständigen Gemeinde Hernals bei Wien geboren. Nach Schulbesuch und Studium trat er zunächst am Deutschen Theater im ungarischen Budapest auf. 1884 wechselte er als Schauspieler in die Kurstadt Meran in Tirol und später nach Graz. Durch den Einfluss des volksnahen Sängers Karl Drexler fand er jedoch schon bald großen Gefallen am damals verstärkt aufkommenden Varieté. Im Budapester Somossy-Orpheum hatte er seine ersten Auftritte als Varietékünstler, bevor er 1899 in die Landeshauptstadt von Österreich-Ungarn nach Wien kam. Im dortigen k.k. Gartenbau-Restaurant erhielt er eine Anstellung als Oberkomiker und Regisseur. Er trat in der Regel als Komiker auf oder hielt als Alleinunterhalter humoristische Vorträge. Durch den Ersten Weltkrieg verlor er seine Anstellung im Gartenbau-Restaurant und wechselte an den Mariahilfer Zentralpalast. 
Er war zeitweise auch Präsident des Artistenklubs „Die lustigen Ritter“, durch den notleidende Artisten unterstützt wurden.